# Roger Ling
Roger John Ling (geboren am 13. November 1942 in Watford, Hertfordshire) ist ein britischer Klassischer Archäologe.
Roger Ling studierte Classics an der Universität Cambridge (BA 1964, MA 1966) und setzte seine Studien an der British School at Rome fort. Mit einer von John Bryan Ward-Perkins, damals Direktor der British School, betreuten Dissertation über die Stuckdekorationen Italiens aus römischer Zeit wurde er 1970 in Cambridge promoviert. Von 1967 bis 1971 war er Lecturer für Classics am University College of Swansea. Ab 1971 war er bis 1975 Lecturer, dann bis 1983 Senior Lecturer, schließlich bis 1992 Reader für Kunstgeschichte an der Universität Manchester. Dort wurde er im Jahr 1992 Professor für Klassische Kunstgeschichte und Archäologie. 2010 wurde er emeritiert.
Roger Ling war Vorstandsmitglied der Society for the Promotion of Roman Studies von 1978 bis 1981, der Derbyshire Archaeological Society von 1981 bis 1990, der Society of Antiquaries of London von 1988 bis 1991. Der Association Internationale pour la Peinture Murale Antique diente er von 1989 bis 1995 als Sekretär und von 2001 bis 2002 als Präsident. Zudem war er von 1978 bis 1986 Direktor des British Pompeii Project.
Während seiner Zeit in Swansea nahm Ling als Assistent an den Ausgrabungen des römischen Kastells Leucarum in Loughor (Glamorgan) teil. Zusammen mit Tom Rasmussen überarbeitete er 1978 die zweite Ausgabe der Etruscan and Early Roman Architecture von Axel Boëthius, 1988 überarbeitete er Roman Art von Donald Emrys Strong. Seine eigenen Forschungen konzentriert er auf Britannien in römischer Zeit und Römische Archäologie.

## Veröffentlichungen (Auswahl)
- mit Norman Davey: Wall-Painting in Roman Britain. Sutton, Gloucester 1982.
- Roman Painting. Cambridge University Press, New York 1990.
- Ancient Mosaics. Princeton University Press, Princeton [NJ] 1998.
- The Insula of the Menander at Pompeii. Bände 1 und 2. Clarendon Press, Oxford 1997/2005.
- Stuccowork and Painting in Roman Italy. Ashgate, Brookfield [VT] 1999.